# 1 Dywizja Grenadierów (Imperium Rosyjskie)

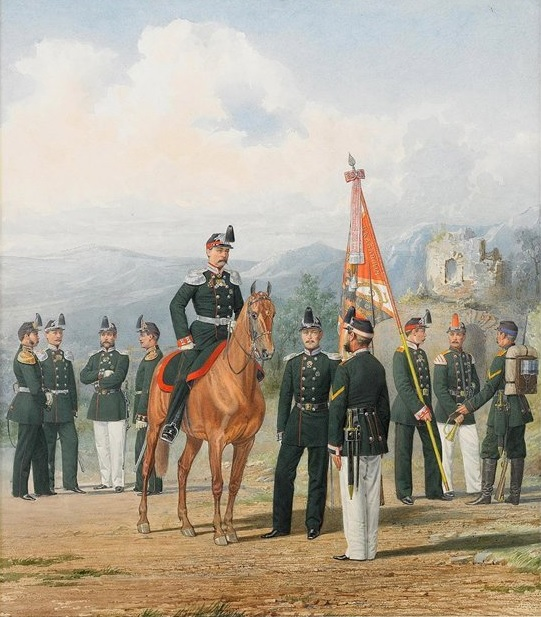
Żołnierze 1 DGren.

1 Dywizja Grenadierów (ros. 1-я гренадерская дивизия) – związek taktyczny piechoty armii Imperium Rosyjskiego.
Dowództwo stacjonowało w Moskwie.

## Struktura organizacyjna
Organizacja w 1914
- 1 Brygada Grenadierów (Moskwa)
  - 1 Lejb-Grenadierski Jekaterynosławski Pułk
  - 2 Rostowski pułk grenadierów
- 2 Brygada Grenadierów (Moskwa)
  - 3 Pernowski pułk grenadierów
  - 4 Nieświeżski pułk grenadierów
- 1 Grenadierska Brygada Artylerii